# E24.se
Ej att förväxla med Ekonomi24.
E24.se var en webbaserad tidning inriktad på ekonominyheter och analys baserad i Stockholm. Nyhetsmässigt arbetade de tillsammans med Svenska Dagbladets ekonomiredaktion Näringsliv. 
E24 startade den 4 oktober 2005 under namnet Näringsliv24 (N24), men bytte namn under 2006. E24 ägdes ursprungligen av Svenska Dagbladet och Aftonbladet, men ägandet förflyttades senare till Schibsted Tillväxtmedier AB. VD och chefredaktör sedan starten var Per Lundsjö.
Verksamheten lades ned under början av 2012 på grund av bristande lönsamhet. Svenska Dagbladet startade istället en ny affärssajt med namnet Nliv.se.
E24 finns fortfarande i Norge, Holland samt Estland.